# Roberto Succo (film)
Roberto Succo je francouzsko-švýcarský hraný film z roku 2001, který režíroval Cédric Kahn podle vlastního scénáře. Snímek měl světovou premiéru na filmovém festivalu v Cannes dne 14. května 2001.

## Děj
V roce 1981 jsou ve vaně malého bytu v italském městě Mestre objevena dvě zohavená těla. O pět let později se v baru na francouzské Riviéře seznamuje mladá středoškolačka Léa s Kurtem, podivným chlapcem, který si i přes silný italský přízvuk říká Angličan. Stanou se z nich milenci. Po prázdninách se Léa vrací domů do Savojska, ale Kurt za ní pravidelně jezdí.
Podél silnice spojující Azurové pobřeží se Savojskem dochází k vraždám, vloupáním, znásilněním a útokům všeho druhu. Policie nedokáže najít žádnou souvislost mezi těmito zločiny. Hlavní vyšetřovatel, major Thomas, konečně pochopí, že se jedná o dílo jednoho člověka. Léa po čase Kurta opustí, ten ale reaguje násilně. V nočním klubu osloví skupinu tří dívek. Když se objeví mladíci, na parkovišti jednoho z nich zastřelí a uteče. Následující den zastřelí jednoho vyšetřujícího policistu. Uprchne do Švýcarska, kde si vezme jako rukojmí ženu v autě. Po dlouhé honičce se mu podaří uprchnout. Vrací se do Itálie a je po něm vyhlášeno pátrání. Léa Kurta pozná ze zveřejněné podobizny. Díky jejímu svědectví vyšetřovatelé Kurta identifikují jako Roberta Succa, který v roce 1981 v Mestre zabil své rodiče. Právě tam ho zatknou karabiniéři.

## Obsazení
| Stefano Cassetti    | Kurt / André Gaillard / Roberto Succo |
| Isild Le Besco      | Léa                                   |
| Patrick Dell'Isola  | major Thomas                          |
| Vincent Denenaz     | Denis                                 |
| Aymeric Chauffert   | Delaunay                              |
| Estelle Perron      | Céline                                |
| Leyla Sassi         | Cathy                                 |
| Catherine Decastel  | Patricia                              |
| Brigitte Raul       | matka dítěte                          |
| Marius Bertram      | taxikář                               |
| Aymeric Chauffert   | zástupce majora Thomase               |
| Marylin Tardif      | Mylène                                |
| Philippe Bossard    | soudce                                |
| Fejria Deliba       | soudní lékař                          |
| Bernard Cupillard   | poručík Guillot                       |
| Christian Bouffe    | četník z Talloires                    |
| Luc Malher          | četník ze Semnoz                      |
| Pierre Baux         | manžel Françoise Cottaz               |
| Pasquale d'Inca     | muž v pyžamu                          |
| Jade Duviquet       | žena v noci na silnici                |
| Catherine Belkhodja | matka Léy                             |

## Ocenění
- César: nominace v kategoriích nejslibnější herec (Stefano Cassetti) a nejslibnější herečka (Isild Le Besco)